# Notomyxine tridentiger
Notomyxine tridentiger é uma espécie de mixina, a única do gênero Notomyxine.